# Лахтан
Лахтан (др.‑ирл. Lachtán, лат. Lactinus, уменьшительное Мо-Лахток др.‑ирл. Mo-Lachtóc, Лахтене; умер в 627) — аббат монастыря Ахад-Ур, святой чудотворец (день памяти — 19 марта).
Святой Лахтан, сын Тарбине, родился неподалёку от Корка (Ирландия). Он получил образование в монастыре Бангор под окормлением святых Комгалла (день памяти — 11 мая) и Молуа (день памяти — 4 августа). Святой Комгалл направил его в качестве настоятеля-основателя в Ахад-Ур (англ. Achadh-Ur), теперь именуемый Фрешфорд (в Килкенни). Рассказывают о его многочисленных чудотворениях, в том числе, исцелениях паралитиков и душевнобольных.
Известен храм Святого Лахтана.